# Rynox
Rynox is een Britse dramafilm uit 1932 onder regie van Michael Powell.

## Verhaal
De zakenman F.X. Benedik beweert dat hij met de dood wordt bedreigd door de mysterieuze vreemdeling Boswell Marsh. Wanneer F.X. Benedik dood wordt teruggevonden, neemt zijn zoon Tony de zaak over en gaat hij op zoek naar Marsh.

## Rolverdeling
| Acteur             | Personage                    |
| ------------------ | ---------------------------- |
| Stewart Rome       | Boswell Marsh / F.X. Benedik |
| John Longden       | Tony Benedik                 |
| Dorothy Boyd       | Peter                        |
| Charles Paton      | Samuel Richforth             |
| Leslie Mitchell    | Woolrich                     |
| Sybil Grove        | Secretaresse                 |
| Cecil Clayton      |                              |
| Fletcher Lightfoot | Prout                        |
| Edmund Willard     | Kapitein James               |